# Enneasartorita
L'enneasartorita és un mineral de la classe dels sulfurs, que pertany al grup de la sartorita.

## Característiques
L'enneasartorita és una sulfosals de fórmula química Tl₆Pb32As70S140. Va ser aprovada com a espècie vàlida per l'Associació Mineralògica Internacional l'any 2015. Cristal·litza en el sistema monoclínic.

## Formació i jaciments
Va ser descoberta a la pedrera Lengenbach, a Fäld, a la Vall de Binn (Valais, Suïssa). Es tracta d'una pedrera on s'han descobert més d'una quarantena d'espècies minerals noves. És l'únic indret on ha estat trobada l'enneasartorita.